# انعقاد با پلاسمای آرگون
انعقاد با پلاسمای آرگون (APC) (به انگلیسی: Angiodysplasia) یک روش آندوسکوپی پزشکی است که برای کنترل خونریزی در ضایعات خاص در دستگاه گوارش استفاده می‌شود. این روش در طی ازوفاگوگاسترودئودنوسکوپی یا کولونوسکوپی انجام می‌شود.

## استفاده پزشکی
APC شامل استفاده از یک جت گاز آرگون یونیزه شده (پلاسما) است که از طریق پروبی که از داخل آندوسکوپ عبور می‌کند هدایت می‌شود. پروب در فاصله ای مناسب از ضایعه دارای خونریزی قرار می‌گیرد و گاز آرگون ساطع می‌شود و سپس با تخلیه ولتاژ بالا (تقریباً ۶ کیلو ولت) یونیزه می‌شود. سپس جریان الکتریکی با فرکانس بالا از طریق جت گاز هدایت می‌شود و منجر به انعقاد خون در ضایعه دارای خونریزی می‌شود. از آنجایی که هیچ تماس فیزیکی با ضایعه ایجاد نمی‌شود، اگر روده از گازهای روده پاک شده باشد، این روش بی خطر است، و می‌تواند برای درمان خونریزی در قسمت‌هایی از دستگاه گوارش با دیواره‌های نازک، مانند کورروده. استفاده شود، عمق انعقاد معمولاً فقط چند میلی‌متر است.

## بیشترین موارد کاربرد
APC برای درمان شرایط زیر استفاده می‌شود:
- آنژیودیسپلازی، در هر نقطه از دستگاه گوارش
- اکتازی عروق آنترال معده
- پولیپ کولون بعد از پولیپکتومی
- پروکتیت تشعشعی
- سرطان مری

## برای مطالعهٔ بیشتر
- Peng Y, Wang H, Feng J, Fang S, Zhang M, Wang F, Chang Y, Shi X, Zhao Q, Liu J (2018). "Efficacy and Safety of Argon Plasma Coagulation for Hemorrhagic Chronic Radiation Proctopathy: A Systematic Review". Gastroenterology Research and Practice. 2018: 3087603. doi:10.1155/2018/3087603. PMC 5845516. PMID 29681929.